# Iuguri
Gli iuguri o yugur (in cinese: 裕固族, Yùgù Zú, o anche uyghur gialli), sono un gruppo etnico facente parte dei 56 gruppi etnici riconosciuti ufficialmente dalla Repubblica popolare cinese, per un numero complessivo di esponenti di circa 13.719 persone secondo il censimento del 2000. Gli yugur vivono principalmente nella Regione Autonoma Sunan Yugur, nella provincia di Gānsù, in Cina e sono discendenti degli Uiguri turchi.
Circa 4.600 yugur parlano la lingua yugur occidentale e circa 2.800 la lingua mongola; gli yugur rimanenti hanno smarrito, nel tempo, i loro linguaggi nativi ed ora parlano il cinese. Un'altra piccola porzione di yugur parla la lingua tibetana ma usa il cinese per gli scambi linguistici con altre minoranze.
Gli yugur che parlano il turco sono considerati discendenti degli uiguri che giunsero dalla Mongolia a Gānsù dopo il collasso del Khaganato uiguro nell'840. Il ceppo che parla mongolo, invece, discende probabilmente dai gruppi che invasero la Cina durante la conquista mongola del XIII secolo. Gli yugur furono infine incorporati nell'impero cinese Qing nel 1696, durante il regno del secondo imperatore della dinastia Qing, Kangxi (1662-1723).
Il nome ufficiale odierno deriva dall'appellativo che si sono auto-assegnati gli yugur turchi: si diedero il nome di yogïr o sarïg yogïr (yugur gialli), mentre gli yugur mongoli usarono il nome yogor  o šera yogor (yugur gialli). Alcuni documenti storici cinesi hanno registrato questi etnonimi come Sālǐ Wèiwù'ěr o Xīlǎgǔ'ěr. Durante la dinastia Qing, gli yugur furono chiamati anche Huángfān (barbari gialli). In seguito, per distinguere i gruppi e il loro linguaggio, i linguisti cinesi coniarono i termini Xībù Yùgù (yugur occidentali) e Dōngbù Yùgù (yugur orientali), basati sulla loro distribuzione geografica.
Gli yugur turchi vivono principalmente nelle zone occidentali dei distretti di Mínghuā e di Dàhé. Gli yugur mongoli vivono invece ad est, nei distretti di Huángchéng, Dàhé e Kānglè.
La religione tradizionale degli yugur è il buddhismo tibetano, che viene praticato insieme allo sciamanesimo.
Vivono principalmente di allevamento di mucche e pecore.